# Lambert (seigneur de Monaco)
Pour les articles homonymes, voir Lambert.

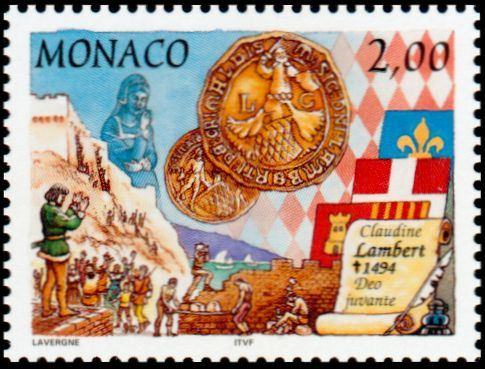
Lambert de Monaco. Timbre poste commémoratif de Monaco (2006).

Lambert de Monaco (italien : Lamberto Grimaldi), né en 1420 et mort en 1494, est le souverain de Monaco du 16 mars 1458 à mars 1494.

## Biographie
Il est le fiancé (désigné comme héritier) puis mari de la précédente souveraine de Monaco, Claudine de Monaco.
Fils de Cesarina Doria et de Lucien de Monaco.

## Armoiries
| Blason | Blasonnement : Fuselé d'argent et de gueules. |